# Hołny Mejera
Hołny Mejera (lit. Alnukai) – wieś w Polsce położona w województwie podlaskim, w powiecie sejneńskim, w gminie Sejny. Leży nad jeziorem Hołny przy drodze krajowej nr 16.
W 1929 r. wieś należała do gminy Berżniki. Majątek ziemski posiadał tu Józef Paszkiewicz (312 mórg).
W latach 1975–1998 miejscowość administracyjnie należała do województwa suwalskiego.
Wieś znajduje się około 2 km od granicy państwa (dawne przejście graniczne Ogrodniki-Łoździeje), przy drodze krajowej nr 16. W okresie międzywojennym stacjonowała tu strażnica Korpusu Ochrony Pogranicza.

## Dwór Mejera
We wsi znajduje się drewniany dwór z XVII-XVIII wieku z parkiem – obecnie Dom Pracy Twórczej Politechniki Białostockiej, wpisany do rejestru zabytków Narodowego Instytutu Dziedzictwa